# Ogose
Ogose (japanska: 越生町?, Ogose-machi) är en landskommun (köping) i Saitama prefektur i Japan.  